# Biostar
Biostar Microtech International Corp. (kinesisk: 映泰股份有限公司; pinyin: Yìngtài Gǔfèn Yǒuxiàn Gōngsī) er en taiwansk producent af computerhardware som motherboards, grafikkort, computere og andet computerudstyr. Virksomheden blev etableret i 1986, som en producent af bundkort.